# Tripulação (barcos)

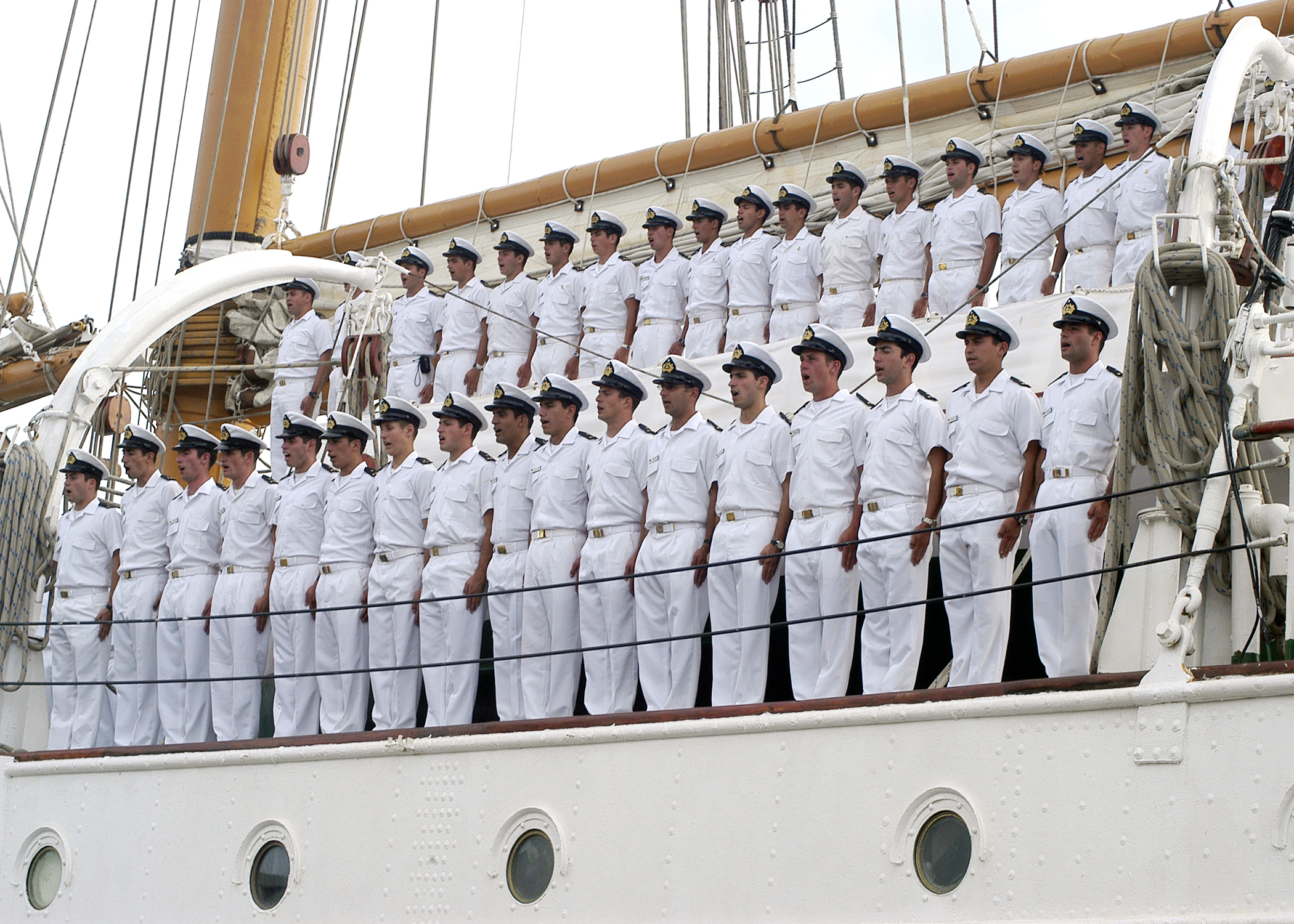
Tripulação do barco chileno "Esmeralda"

No âmbito náutico, tripulação é o conjunto de pessoas, hierarquicamente organizadas, que asseguram a operação de uma embarcação. Os seus membros, são genericamente referidos como "tripulantes". 
A tripulação de uma embarcação pode também ser referida como equipagem, guarnição (navios de guerra) ou companha (embarcações de pesca). 
Em cada embarcação, a respetiva tripulação é chefiada pelo seu comandante, o qual, em algumas delas, pode tomar a designação de "capitão", "mestre", "patrão", "arrais" ou, informalmente, "skipper".
Nas embarcações maiores, as respetivas tripulações estão organizadas em secções ou departamentos, cada qual normalmente chefiado por um oficial.

## Cargos habituais
A tripulação, como estrutura hierárquica que é, tem perfeitamente definidas as funções de todo o pessoal da bordo. Inicialmente formadas por gente marginal ou aventureiros, têm passado a ser profissões exigentes nas que não é possível ingressar sem titulação, seja Formação Profissional, diplomaturas ou licenciaturas.
A denominação dos cargos da tripulação varia de um país a outro. O regulamento de trabalho a bordo em naves da marinha mercante nacional de Chile, por exemplo, distingue entre oficiais de coberta, oficiais de máquinas e oficiais de serviço geral, além do capitão e o resto de tripulação, que deixa aparte. Em Portugal, fala-se de capitão, oficiais, mestrança e subalternos e acolhe-se ao IV Convênio Geral da Marinha Mercante de 1982 publicado no BOE de 24 de junho de 1982.
A seguir aparecem os cargos mais habituais, tanto do presente como do passado.

### Departamento de coberta

#### Capitão
O capitão é a máxima autoridade num barco. É o responsável por todo o funcionamento do barco. Dirige, coordena e controla todas as actividades que se realizam a bordo, sendo responsável pela segurança do navio, tripulação, cargamento, navegação e organização do trabalho. Ademais, é o representante do armador em frente a terceiros. No departamento de máquinas, o chefe de máquinas é o máximo responsável por seu funcionamento e organização, respondendo de sua actuação unicamente ante o capitão.
No caso de embarcações de recreio, as titulações são básicas e fáceis de obter. No caso da marinha mercante, exige-se tanto titulação universitária (licenciado em Náutica e Transporte Marítimo) como experiência (36 meses embarcado como oficial) e passar um exame de adequação para atingir a faixa de capitão.
O capitão é o máximo responsável por todas as manobras, pelo que se tem de encontrar em coberta a cada vez que há que fazer uma manobra (atracar ou desatracar, etc.). Antigamente, no caso de frotas de veleiros, o capitão era o responsável por toda a frota, sendo sua nave a nave capitã ou navio insígnia.

#### Oficiais de ponte (ou coberta)
Para cobrir as guardas da ponte de comando, os navios da marinha mercante costumam ter três ou mais oficiais, já que o capitão não costuma fazer guardas. Em alguns barcos a tripulação está formada por dois oficiais de ponte e o capitão, que geralmente faz a guarda de 8:00 a 12:00 e de 20:00 a 24:00.  Os oficiais ou pilotos medem-se por sua faixa, tendo num barco primeiro, segundo e terceiro oficial. Os oficiais da marinha mercante são profissionais devidamente titulados segundo os regulares marcados no Convénio de Formação, Treinamento e Guardas de Mar STCW'95.
A formação para um piloto ou Capitão da Marinha Mercante costuma incluir Formação Universitária ou equivalente em escolas de náutica ou de marinha, períodos de treinamento como alunos de náutica a bordo dos navios e, em muitos casos, superar um exame de aptidão profissional.
O primeiro oficial tem a seu cargo os labores da organização do trabalho a bordo, a elaboração dos horários de trabalho do departamento de coberta, o planeamento e supervisão dos cálculos de estiva ou cargas e a supervisão da mesma, o planeamento e supervisão dos trabalhos de manutenção de coberta, a supervisão das equipas de segurança e contra incêndios (cujo trabalho pode ou costuma se atribuir a outro oficial que lhe assista nesta matéria), a elaboração dos pedidos necessários para a manutenção e a correcta operação do navio, bem como a guarda de navegação à qual estivesse alocado.
O segundo oficial encarrega-se de elaborar a rota, segundo os critérios marcados pelo capitão, a correcção das cartas e publicações náuticas e da guarda de navegação que tenha alocada.
O terceiro oficial encarrega-se da guarda de navegação e, em muitos casos, costuma realizar tarefas administrativas (elaboração de listas de tripulantes, manifestos...) e tarefas relacionadas com a manutenção e supervisão da segurança que lhe atribua o primeiro oficial.
O aluno de náutica é um oficial em práticas que não tem nenhuma responsabilidade e cuja única missão a bordo é aprender.

#### Piloto
Nos veleiros antigos, o piloto era o encarregado da navegação. Equivaleria parcialmente ao primeiro oficial actual. Era uma pessoa instruída, tanto em letras como em matemáticas, pois precisava manejar as cartas e os instrumentos de navegação náutica. Ademais, precisava-se que tivesse prática na navegação. Na frota espanhola de Índias, desde 1503, devia passar um exame na Casa de Contratação de Sevilla.
Atualmente, o título de piloto permite ser capitão em navios de até 500 GT, para o que tem de acreditar ter estado embarcado não menos de 12 meses como oficial de ponte. Também permite ser até primeiro oficial. Com um período acreditado de embarco superior (36 meses que podem se reduzir a 24 se tem sido capitão ou primeiro oficial ao menos 12 deles, pode ser capitão de navios até 5000 GT. Existe também a titulação de piloto de segunda.
Pelo geral, o piloto de segunda ou de primeira exerce as funções de primeiro ou segundo oficial, como se descreveu.

#### Prático
O prático não faz parte da tripulação. É experiente em navegação em águas restringidas ou em atraques e desatraques. Embarca antes de iniciar-se a manobra ou navegação rigorosa. Ainda que praticamente dá directamente todas as ordens na ponte, o comandante do navio não delega sua responsabilidade no prático.

#### Oficial radioelectrónico
O comunmente chamado 'oficial de telecomunicações' ou 'oficial de comunicações' é o encarregado de todos os sistemas de comunicação externa do barco. Historicamente era o radiotelegrafista, conquanto a tecnologia desenvolveu-se e suas concorrências também.
Este oficial mantém as comunicações necessárias para a segurança do barco, bem como para as operações comerciais e comunicações privadas. Pode ser oficial radioelectrónico de segunda, para o que deve acreditar titulação (diplomatura ou licenciatura em Radioelectrónica naval), experiência (12 meses como aluno em práticas) e superar uma prova de adequação, ou oficial radiolectrónico de primeira, para o que deve acreditar titulação (licenciado em radioelectrónica naval), experiência como oficial de segunda (12 meses) e superar um exame de adequação.

#### Patrão
O padrão é um cargo similar ao de capitão, mas para barcos de pesca, de cabotajem-altura, ou mercantes de até 3000 GT. Dentro desta categoria encontra-se o «patrão de altura», que é a pessoa que, com a titulação adequada, dirige barcos de até 500 GT e 350 passageiros em navios de passageiros. Também existem: o «patrão de litoral» da marinha mercante, o «patrão maior de cabotajem», ou o «patrão de cabotajem».
Menção aparte merece a figura do patão portuário, pessoa que, com a titulação adequada, se encarrega de manejar barcos vinculados a um porto.

#### Mestre
O mestre nos veleiros antigos era o encarregado de que o estado do barco fosse óptimo dantes de partir, bem como dos aspectos económicos e de intendência.

#### Contramestre
Nos grandes veleiros, o contramestre era responsável pela marinharia, especialmente de dirigir nas manobras. Ademais ocupava-se da estiva e da manutenção da nave.
Hoje em dia, segue navegando em muitos barcos pessoal com esta titulação, que está a cargo dos tripulantes não oficiais e do material. É como o Capataz na coberta, experiente em tecido de cabos, nós marinheiros, mistura e tipos de pintura, encarregado da manutenção preventiva e corretivo da coberta, capacete e superestrutura do barco, junto com os marinheiros capacitados e marinheiros ordinários. É maão direita do primeiro oficial do barco.

### Departamento de Máquinas

#### Chefe de máquinas
O chefe de máquinas é o máximo responsável pelo departamento de máquinas e tem encomendada a direcção, supervisão e manutenção dos sistemas de propulsão e serviços auxiliares do barco, bem como a elaboração dos pedidos de compras necessários para seu correcto funcionamento e manutenção. O chefe de máquinas é um profissional devidamente formado e titulado segundo os regulares da STCW'95.

#### Oficiais de máquinas
Ao igual que na ponte, nos barcos mercantes se precisam três oficiais para fazer as guardas que precisam de vigilância constante da máquina, com as faixas de primeiro, segundo e terceiro oficial de máquinas (o terceiro oficial não é uma faixa da marinha mercante, mas na prática sim, já que substitui ao chefe de máquinas, quem não faz guardas). Estes oficiais devem ter titulação universitária e a experiência requerida, como alunos em práticas de máquinas no caso do segundo (ou terceiro) oficial ou como segundo oficial de máquinas para ser primeiro.

### Outros tripulantes

#### Marinheiros
Em general, formam o grosso da tripulação, excepto no caso de barcos destinados a serviços. Encarregam-se de realizar os labores de estiva, manutenção, intendência... às ordens dos oficiais correspondentes. Nos barcos modernos, a marinharia acha-se bastante especializada (estivadores, engrassadores, caldeireiro, etc.). Em Espanha chama-se maestranziuas a quem ocupam os cargos ou oficios de contramaestre, calderetero, encanador, bombeiro, eletricista, mordomo, cozinheiro, gambuceiro, ropeiro ou hospedeira.
Entre a marinharia encontravam-se tradicionalmente aprendizes que embarcavam com o nome de pajem ou grumetes. Os pajens eram meninos de 6 a 14 anos, que com frequência embarcavam para escapar da pobreza ou por situações de orfandade. Encarregavam-se das tarefas mais domésticas (ajuda em cozinha, limpeza dos camarotes principais, camareiros do capitão e os oficiais, criados pessoais, etcétera), sendo os últimos no escalafão do barco, o que supunha com frequência uma situação de abuso. Os grumetes eram aprendizes de 15 a 20 anos, que se encarregavam das tarefas mais ardúas e perigosas, pese a não cobrar como os marinheiros.
Antigamente, junto aos marinheiros embarcavam artesãos como o toneleiro, o calafate, encarregado de selar as juntas de madeira, ou os carpinteiros.

#### Serviços
Em serviços modernos como ferries e cruzeiros, a maior parte da tripulação corresponde a pessoal de serviços, desde camareiros ou animadores, até pessoal de limpeza ou segurança. Também pode dispor de serviço médico, a cargo de pessoal com a titulação correspondente.
Entre o pessoal de serviços destaca o sobrecargo, oficial ao comando desta parte da actividade do barco. Deve preparar e confeccionar a documentação relacionada com as cargas e a tripulação, e atender a recepção e entrega das cargas.

#### Militares
Não só os vasos de guerra têm contado com militares entre sua tripulação. Ainda que na atualidade pode parecer estranha a presença de militares nos barcos da marinha mercante, a partir do século XVI era usual encontrar nas naves. As naves espanholas, por exemplo, começaram a contar com pessoal militar especializado para proteger-se de piratas ou bucaneiros, mas também de barcos de países em guerra com Espanha. Assim, merinos, condestavéis ou lombardeiros (artilheiros que manejavam a lombarda) foram figuras habituais das naves hispánicas.

## Papel de tripulação
É a nómina de todo o pessoal embarcado, incluído o capitão, no momento de zarpar. Esta lista deve apresentar às autoridades do porto para que autorizem o despacho da embarcação uma vez verificado que cumpre com a «dotação de segurança».
O "papel de tripulação" tem um detalhe de:
- Cargo do tripulante.
- Nome e apelido e domicílio
- Número de documento de embarque.
- Data de nascimento.
- Nacionalidade.

Ademais constam os dados da nave e suas características: nome, bandeira, porte bruto e neto.

## Dotação de segurança
É a dotação mínima que deve tripular um navio para o fazer em condições seguras de acordo com o estabelecido internacionalmente, como o SOLAS. Esta lista varia de navio a navio quanto a quantidade e hierarquia dos tripulantes, em função do tipo de navegação e serviço que presta a embarcação. A dotação de segurança está estabelecida num certificado que outorga a autoridade do porto de matrícula.